# Хвар (град)
Хвар је град у Хрватској у Сплитско-далматинској жупанији на истоименом острву.

## Положај
Град се налази на јужној страни западне половине острва. Градска лука заштићена је од ветрова са пучине Пакленим острвима, којих има 17. Град Хвар је једно од најлепших насеља у архипелагу. Био је то некада град аристократског сјаја, у коме су владали племићи. Данас је то типичан туристички град, чувено летовалиште и зимовалиште. Градски трг је по површини један од највећих у Далмацији. Над арсеналом (16. век) у Хвару изграђено је позориште, прво на Балкану, које је до данас добро очувано. У граду постоји каштел Шпањоле из 1551. године, Наполеонова тврђава из 1806, катедрала са сликама млетачких мајстора, судска ложа, фрањевачки манастир (са познатом сликом Тајна вечера), затим многе палате и цркве. Средиште града налази се на унутрашњем крају луке, а савремени део града развио се уз обалу око луке.

## Клима
Клима острва је блага, али се разликује на његовој јужној и северној страни. Јужна страна заклоњена је од буре и сунчанија је. Најтоплији месец у граду је јул са просечном температуром 25,1 °C, а средња јануарска температура износи 8,6 °C. Средња годишња температура највиша је у земљи (16,4 °C). Апсолутни максимум температуре на Хвару не премашује 37,4 °C, а њен апсолутни минимум се не спушта испод -7,2 °C. То значи да апсолутно колебање температуре у граду не премашује 44,6 °C. Мраз се на Хвару јавља највише два до три дана годишње. Током 60 година на Хвару је било само 18 дана са мразом, и то увек само када су у средњој Европи температуре биле изузетно ниске. Хвар добија мало падавина, које су притом неповољно распоређене током године. Од просечно 720 милиметара годишње, у новембру се излучује 105 милиметара, а у јулу само 20 милиметара. Лета су веома сушна. Током године град Хвар има мање од стотину дана са падавинама и 107 ведрих дана. Стога је клима Хвара угоднија од поднебља многих познатих приморских летовалишта светског гласа, на пример, климе Нице и Напуља. Зими су температуре на Хвару више, а лети ниже од истих температура у наведеним градовима. Хвар често називају хрватска Мадера (раније југословенска Мадера) јер има благо поднебље као чувено летовалиште Мадера у Атлантику.
Град Хвар је најсунчаније место у Хрватској са 2.745 часова годишње или 7,5 часова осунчања дневно. Хвар је сунчанији од Атине, иако она лежи 570 километара јужније. Стога је Хвар изврсно летовалиште и зимовалиште.

## Историја
О давнашњој насељености острва Хвара сведоче људски трагови у пећинама. У Грапчевој шпиљи, једној од 13 познатих пећина на острву, нађена је слика најстарије лађе у Европи, каквом се пловило пре 4.500 година. Ова шпиља, чији је отвор 270 метара изнад површине мора, а дужина 32 метра, била је станиште праисторијских људи. Њихови трагови нађени су и у пећинама Покривеник и Марковој шпиљи. Најстарији становници Хвара били су Пелазги, затим Илири, а Грци су (после Виса) и на Хвару основали колонију (грчка насеља Dimos, односно Pharos из 385. године пре нове ере). Илири су повратили Хвар за време владавине краља Аргона и његове жене Теуте. Римљани су владали острвом до доласка Словена у 8. веку, а још касније Хваром су господарили Византинци, Млечани и Угари. Једно време Хвар су држали Неретљани и Дубровчани, Аустријанци и Французи. Куга је 1484. и 1529. године десетковала становнике Хвара. Турци су разорили град 1571. године, а Руси су га бомбардовали 1807. Италијани су Хвар називали Лесина (почевши од 11. века), што се доводи у везу са словенском речи лес — шума. После Првог светског рата Хвар је припао Југославији.
У својој дугој историји град Хвар је скоро четири века (1420—1797) уживао аутономију и самоуправу, коју Млеци нису могли да савладају. Тада су градом владала два већа, два жупана и кнез. Сукоб пучана и племства доводио је до буна за права народа. После чувене хварске буне 1611. године пучани су изборили равноправност са властелом. У то време на Хвару су цветали архитектура, сликарство, књижевност и позоришна уметност (позориште из 1612. године).
Крајем 1927. године у Хвару, у близини старе католичке цркве Св. Нунцијате из 15. века постављен је споменик. Реч је била о споменику "Ослобођењу и уједињењу" који је израдио Хваранин, академски вајар Дујмовић, ученик Мештровићев. То обележје садржи четири барељефа, којим се осликава целокупна историја Хвара.

## Становништво
На острву живи око 11.330 становника. Године 1900. на острву је живело 18.000 људи, што указује на депопулацију, исељавање и емиграцију. Хварани живе у мањим, разбијеним селима, највећим делом у унутрашњости острва. Приобалска насеља су већа. Од 23 острвска насеља само три имају преко хиљаду становника. Највећа места су: Хвар, Стари Град и Јелса.
На попису становништва 2021. године, град Хвар је имао 3.998 становника, од чега у самом Хвару 3.527.

### Град Хвар
| Број становника по пописима | Број становника по пописима | Број становника по пописима | Број становника по пописима | Број становника по пописима | Број становника по пописима | Број становника по пописима | Број становника по пописима | Број становника по пописима | Број становника по пописима | Број становника по пописима | Број становника по пописима | Број становника по пописима | Број становника по пописима | Број становника по пописима | Број становника по пописима | Број становника по пописима |
| --------------------------- | --------------------------- | --------------------------- | --------------------------- | --------------------------- | --------------------------- | --------------------------- | --------------------------- | --------------------------- | --------------------------- | --------------------------- | --------------------------- | --------------------------- | --------------------------- | --------------------------- | --------------------------- | --------------------------- |
| 1857.                       | 1869.                       | 1880.                       | 1890.                       | 1900.                       | 1910.                       | 1921.                       | 1931.                       | 1948.                       | 1953.                       | 1961.                       | 1971.                       | 1981.                       | 1991.                       | 2001.                       | 2011.                       | 2021.                       |
| 3.292                       | 3.049                       | 3.469                       | 3.863                       | 4.104                       | 3.789                       | 3.851                       | 3.114                       | 2.811                       | 2.951                       | 2.937                       | 3.224                       | 3.705                       | 4.143                       | 4.138                       | 4.251                       | 3.998                       |

Напомена: Настао из старе општине Хвар. У 1869. садржан је део података у општини Јелса.

### Хвар (насељено место)
| Број становника по пописима | Број становника по пописима | Број становника по пописима | Број становника по пописима | Број становника по пописима | Број становника по пописима | Број становника по пописима | Број становника по пописима | Број становника по пописима | Број становника по пописима | Број становника по пописима | Број становника по пописима | Број становника по пописима | Број становника по пописима | Број становника по пописима | Број становника по пописима | Број становника по пописима |
| --------------------------- | --------------------------- | --------------------------- | --------------------------- | --------------------------- | --------------------------- | --------------------------- | --------------------------- | --------------------------- | --------------------------- | --------------------------- | --------------------------- | --------------------------- | --------------------------- | --------------------------- | --------------------------- | --------------------------- |
| 1857.                       | 1869.                       | 1880.                       | 1890.                       | 1900.                       | 1910.                       | 1921.                       | 1931.                       | 1948.                       | 1953.                       | 1961.                       | 1971.                       | 1981.                       | 1991.                       | 2001.                       | 2011.                       | 2021.                       |
| 1.904                       | 1.930                       | 1.864                       | 1.929                       | 2.039                       | 1.970                       | 2.050                       | 1.820                       | 1.588                       | 1.770                       | 1.877                       | 2.467                       | 3.153                       | 3.643                       | 3.672                       | 3.771                       | 3.527                       |

Напомена: У 1991. смањено издвајањем дела насеља у самостално насеље Милна. У 1869. садржи податке за насеље Зараће.

### Попис1991.
На попису становништва 1991. године, насељено место Хвар је имало 3.643 становника, следећег националног састава:
| Попис 1991.‍   | Попис 1991.‍  | Попис 1991.‍ | Попис 1991.‍ | Попис 1991.‍ |
| ------------- | ------------ | ----------- | ----------- | ----------- |
|               |              |             |             |             |
| Хрвати        | Хрвати       |             | 3.157       | 86,65%      |
| Срби          | Срби         |             | 131         | 3,59%       |
| Југословени   | Југословени  |             | 105         | 2,88%       |
| Муслимани     | Муслимани    |             | 54          | 1,48%       |
| Албанци       | Албанци      |             | 22          | 0,60%       |
| Мађари        | Мађари       |             | 14          | 0,38%       |
| Словенци      | Словенци     |             | 11          | 0,30%       |
| Немци         | Немци        |             | 10          | 0,27%       |
| Македонци     | Македонци    |             | 9           | 0,24%       |
| Италијани     | Италијани    |             | 7           | 0,19%       |
| Чеси          | Чеси         |             | 6           | 0,16%       |
| Словаци       | Словаци      |             | 4           | 0,10%       |
| Црногорци     | Црногорци    |             | 3           | 0,08%       |
| Аустријанци   | Аустријанци  |             | 1           | 0,02%       |
| Руси          | Руси         |             | 1           | 0,02%       |
| остали        | остали       |             | 6           | 0,16%       |
| неопредељени  | неопредељени |             | 54          | 1,48%       |
| регион. опр.  | регион. опр. |             | 17          | 0,46%       |
| непознато     | непознато    |             | 31          | 0,85%       |
| укупно: 3.643 |              |             |             |             |